# 涂福田
涂福田（?—?），湖北省漢陽府黃陂縣人，清朝政治人物、進士出身。

## 生平
光緒二十一年（1895年）乙未科二甲44名進士。同年五月，改翰林院庶吉士。光緒二十四年四月，散館，著以部属用。官直隸巨鹿縣知縣。光緒三十二年（1906年）奉命赴日考察，同游官紳有趙州知州思惠、甯津縣知縣祿坤、補滿城縣知縣吳烈等。歸國後，作有《東瀛見知錄》。

## 家族
當代書法家涂月僧為其姪孫。